# J'arrive
J'arrive è il decimo album in studio del cantautore belga Jacques Brel, pubblicato nel 1968.

## Tracce
1. J'arrive
2. Vesoul
3. L'Ostendaise
4. Je suis un soir d'été
5. Regarde bien petit
6. Comment tuer l'amant de sa femme quand on a été élevé comme moi dans la tradition
7. L'Éclusier
8. Un enfant
9. La bière